# Giuliano Razzoli
Giuliano Razzoli (* 18. Dezember 1984 in Castelnovo ne’ Monti) ist ein ehemaliger italienischer Skirennläufer und Sportsoldat. Er fuhr fast ausschließlich Rennen in der Disziplin Slalom. Bei den Olympischen Winterspielen 2010 wurde er Olympiasieger in dieser Disziplin.

## Biografie
Im Dezember 1999 nahm Razzoli erstmals an FIS-Rennen teil. Bis zu den ersten Einsätzen im Europacup vergingen weitere fünf Jahre, da er immer wieder an chronischen Rückenschmerzen litt, die mit langwierigen Therapien behandelt werden mussten. Zudem konnte er wegen seiner überdurchschnittlichen Schuhgröße 47 lange Zeit keine Skischuhe finden, die ihm ein schmerzfreies Fahren erlaubten. 2006 fuhr er im Europacup mehrmals unter die besten Zehn, im selben Jahr wurde er Italienischer Slalommeister.
Razzolis erstes Weltcuprennen war am 18. Dezember 2006 der Slalom auf der Gran Risa in Alta Badia. Weltcuppunkte gewann er erstmals als 24. des Slaloms in Kitzbühel am 27. Januar 2007. Die Europacup-Saison 2006/07 beendete Razzoli als Dritter der Slalom-Wertung. Am 6. Januar 2009 erzielte Razzoli in einem Weltcuprennen erstmals einen Podestplatz, als er beim Nachtslalom in Zagreb mit der hohen Startnummer 43 auf den dritten Platz fuhr. Bei den Weltmeisterschaften 2009 in Val-d’Isère fiel er im ersten Slalomdurchgang aus. Am 6. Januar 2010 gewann Razzoli sein erstes Weltcuprennen, den Slalom bei der Snow Queen Trophy in Zagreb.
Sein größter Erfolg gelang Razzoli bei den Olympischen Winterspielen 2010: Am 27. Februar 2010 gewann er in Whistler die Goldmedaille im Slalom, knapp vor Ivica Kostelić. Im nächsten Jahr schied er bei den Weltmeisterschaften 2011 in Garmisch-Partenkirchen im zweiten Durchgang aus, nachdem er im ersten Lauf auf Platz elf gelegen war. Am Ende der Saison 2010/11 feierte Razzoli beim Finale in der Lenzerheide seinen zweiten Weltcupsieg.
Nach einem weiteren Podestplatz im Dezember 2012 in Alta Badia begann Razzoli allmählich den Anschluss an die Weltspitze zu verlieren. So fuhr er im Winter 2013/14 nur gerade dreimal knapp unter die besten 15. Die Saison 2014/15 begann er zunächst ebenso verhalten, ehe er sich ab Januar 2015 deutlich steigerte und sich regelmäßig wieder in die Top 10 klassierte. In den beiden letzten Weltcupslaloms des Winters, in Kranjska Gora und Méribel, wurde er jeweils Zweiter. Ein weiterer zweiter Platz folgte am 17. Januar 2016 in Wengen. Eine Woche später, am 24. Januar 2016, erlitt Razzoli beim Weltcupslalom am Ganslernhang in Kitzbühel einen Riss des vorderen Kreuzbandes im Knie, womit für ihn die laufende Saison vorbei war. Er war schon im dritten Tor des ersten Durchganges ausgehebelt worden und zu Sturz gekommen. Erst im Sommer 2016 konnte er das Training wieder aufnehmen.
Für die Olympischen Winterspiele 2018 in Pyeongchang wurde Razzoli nicht nominiert. Nachdem er in der Vorsaison noch nicht angetreten war, startete er in der Weltcupsaison 2018/19 wieder und landete in der Gesamtwertung auf dem 55. Platz. In den beiden Jahren danach erzielte Razzoli lediglich Platz 85 (2019/20) beziehungsweise 89 (2020/21).
Nachdem er in der Saison 2023/24 ohne Weltcuppunkte geblieben war, gab Razzoli am 10. März 2024 seinen Rücktritt bekannt. Ein letzter Start im Slalom von Kranjska Gora blieb ihm wegen Rennabsage verwehrt.

## Erfolge

### Olympische Spiele
- Vancouver 2010: 1. Slalom
- Peking 2022: 8. Slalom

### Weltmeisterschaften
- St. Moritz 2017: 22. Slalom
- Åre 2019: 22. Slalom

### Weltcup
- 11 Podestplätze in Einzelrennen, davon 2 Siege:

| Datum          | Ort         | Land     | Disziplin |
| -------------- | ----------- | -------- | --------- |
| 6. Januar 2010 | Zagreb      | Kroatien | Slalom    |
| 19. März 2011  | Lenzerheide | Schweiz  | Slalom    |

- 1 Podestplatz bei Mannschaftswettbewerben

### Weltcupwertungen
| Saison  | Gesamt | Gesamt | Slalom | Slalom |
| Saison  | Platz  | Punkte | Platz  | Punkte |
| ------- | ------ | ------ | ------ | ------ |
| 2006/07 | 138.   | 7      | 57.    | 7      |
| 2007/08 | 100.   | 38     | 38.    | 38     |
| 2008/09 | 43.    | 194    | 13.    | 194    |
| 2009/10 | 33.    | 224    | 11.    | 224    |
| 2010/11 | 35.    | 248    | 9.     | 248    |
| 2011/12 | 47.    | 204    | 13.    | 204    |
| 2012/13 | 45.    | 162    | 16.    | 162    |
| 2013/14 | 78.    | 64     | 27.    | 64     |
| 2014/15 | 25.    | 350    | 8.     | 350    |
| 2015/16 | 61.    | 156    | 19.    | 156    |
| 2016/17 | 58.    | 125    | 19.    | 125    |
| 2018/19 | 55.    | 131    | 18.    | 131    |
| 2019/20 | 85.    | 72     | 29.    | 72     |
| 2020/21 | 89.    | 51     | 31.    | 51     |
| 2021/22 | 44.    | 204    | 15.    | 204    |
| 2022/23 | 120.   | 24     | 41.    | 24     |

### Europacup
- Saison 2006/07: 3. Slalom-Wertung
- Saison 2008/09: 4. Slalom-Wertung
- 7 Podestplätze, davon 3 Siege:

| Datum             | Ort        | Land    | Disziplin |
| ----------------- | ---------- | ------- | --------- |
| 20. Februar 2009  | Monte Pora | Italien | Slalom    |
| 16. Dezember 2009 | Obereggen  | Italien | Slalom    |
| 20. Februar 2011  | Monte Pora | Italien | Slalom    |

### Weitere Erfolge
- 3 italienische Meistertitel (Slalom 2006, 2011 und 2015)
- Goldmedaille im Slalom bei den Militärweltspielen 2010
- 5 Siege in FIS-Rennen

## Auszeichnungen
- Italiens Sportler des Jahres (La Gazzetta dello Sport): 2010